# Yashica

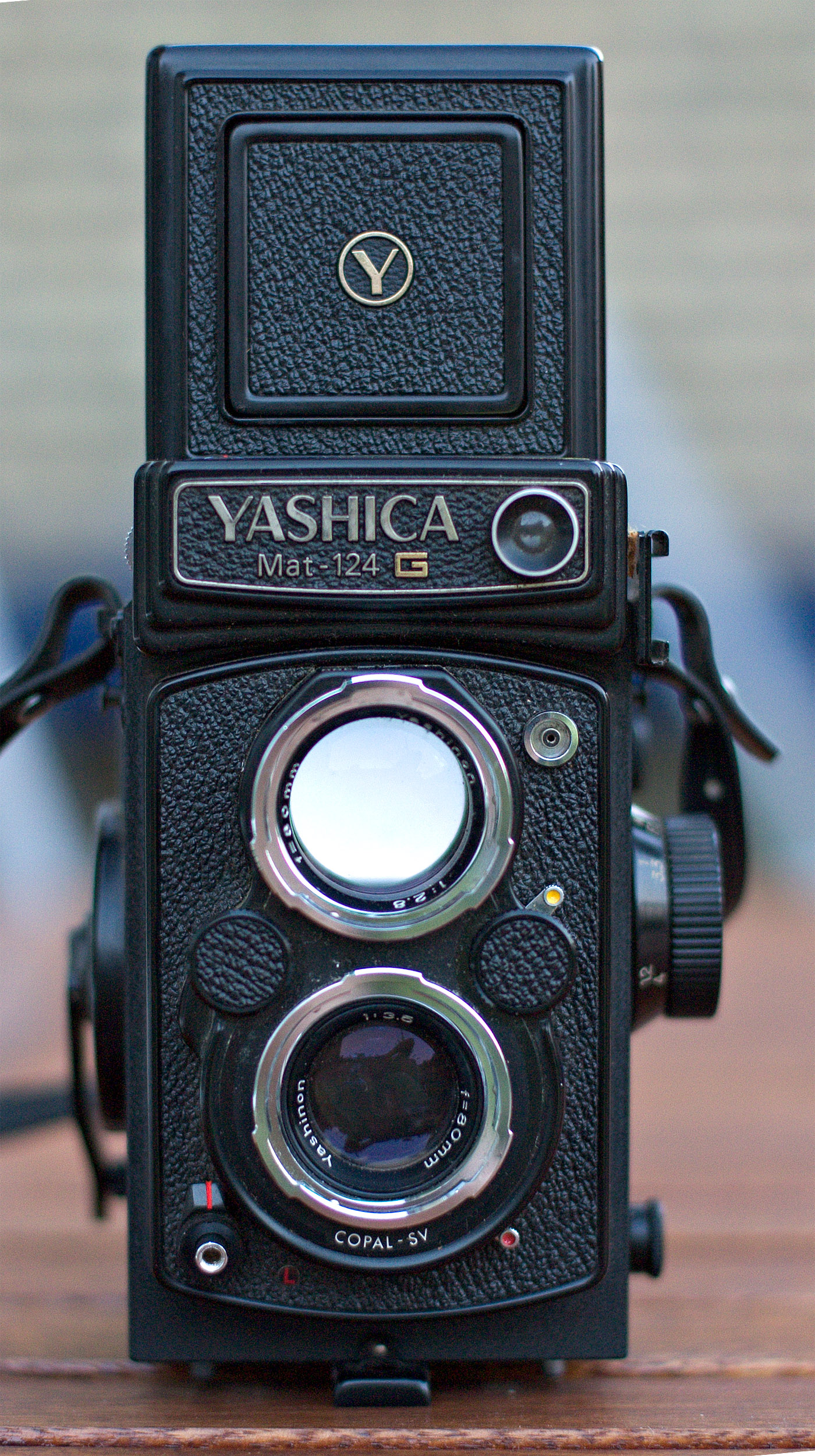
Yashica Mat 124 G

Yashica — бренд, созданный японским производителем фотоаппаратов.

## История марки
Компания была основана в декабре 1949 года в Нагано под названием Yashima Seiki Company. Начальные инвестиции составили сумму, эквивалентную 566 долларам США. В компании работало восемь человек. Они производили компоненты для электрических часов. Позднее компания начала производство компонентов для фотоаппаратов, и в июне 1953 года компания начала производство своей первой среднеформатной двухобъективной зеркальной фотокамеры Yashimaflex. В производстве Yashimaflex использовались объективы компании Tomioka Optical Works.
В 1953 году компания изменила своё наименование на Yashima Optical Industry Company, Ltd.
В 1957 году Yashima Optical Industry Company, Ltd. создала компанию Yashica, Inc для работы на рынке США. В этом же году компания начала производство популярных камер с двухобъективных зеркальных фотоаппаратов под названием Yashica Mat. К 1958 году в компании работало 1982 человека. В конце 1958 года Yashica приобрела компанию Nicca Camera Company, Ltd. и сменила своё наименование на Yashica Company, Ltd. Nicca Camera производила 35-мм фотоаппараты.
В 1958 году Yashica начала производство 35-мм фотоаппарата Yashica 35, который стал первой из огромной линейки 35-миллиметровых дальномерных камер. Первая модель выпускалась всего 2 года до 1959, была полностью механической и с надежной металлической конструкцией (в последующих моделях уже стали применяться пластиковые детали). Фотоаппарат имел светлый видоискатель и был лёгок в управлении. В этот период времени Японский рынок стал насыщаться фотоаппаратами и качество Yashica 35 соответствовало характерными для того времени моделями Canon и Nikon. Были выпущено множество вариаций данного фотоаппарата, так, к примеру, в 1959 году Yashica выпустила модель YK , которая была упрощенной версией 35 модели. В дальнейшем компания смогла на базе модели 35 выпустить невероятно популярную камеру Yashica Electro 35. 
В 1960—1961 годах Yashica приобрела небольшую компанию Zunow Optical Industry Co. Zunow производила зеркальные фотоаппараты и объективы. До этой покупки Yashica приобретала линзы у Tomioka Optical Works.
В декабре 1965 года Yashica представила первую в мире электронную 35-мм камеру Electro 35. Electro 35 было продано 5 миллионов экземпляров. В 1968 году компания приобрела производителя линз Tomioka Optical and Machine Manufacturing Co., Ltd., позднее переименованную в Tomioka Optical Co. Ltd. С этого времени Tomioka стала крупнейшим производителем объективов в Японии. В 1968 году была выпущена популярная двухобъективная камера Yashica Mat-124.
В 1973 году Yashica начала переговоры с компанией Carl Zeiss о совместном производстве профессиональной малоформатной однообъективной зеркальной камеры с электронным затвором под брендом Contax. Была создана камера с объективами фирмы Carl Zeiss. Объективы имели байонет Contax/Yashica и были совместимы с камерами Contax. Дизайн и эргономику для камеры Contax RTS 1974 года разрабатывал F. Alexander из Porsche Group.

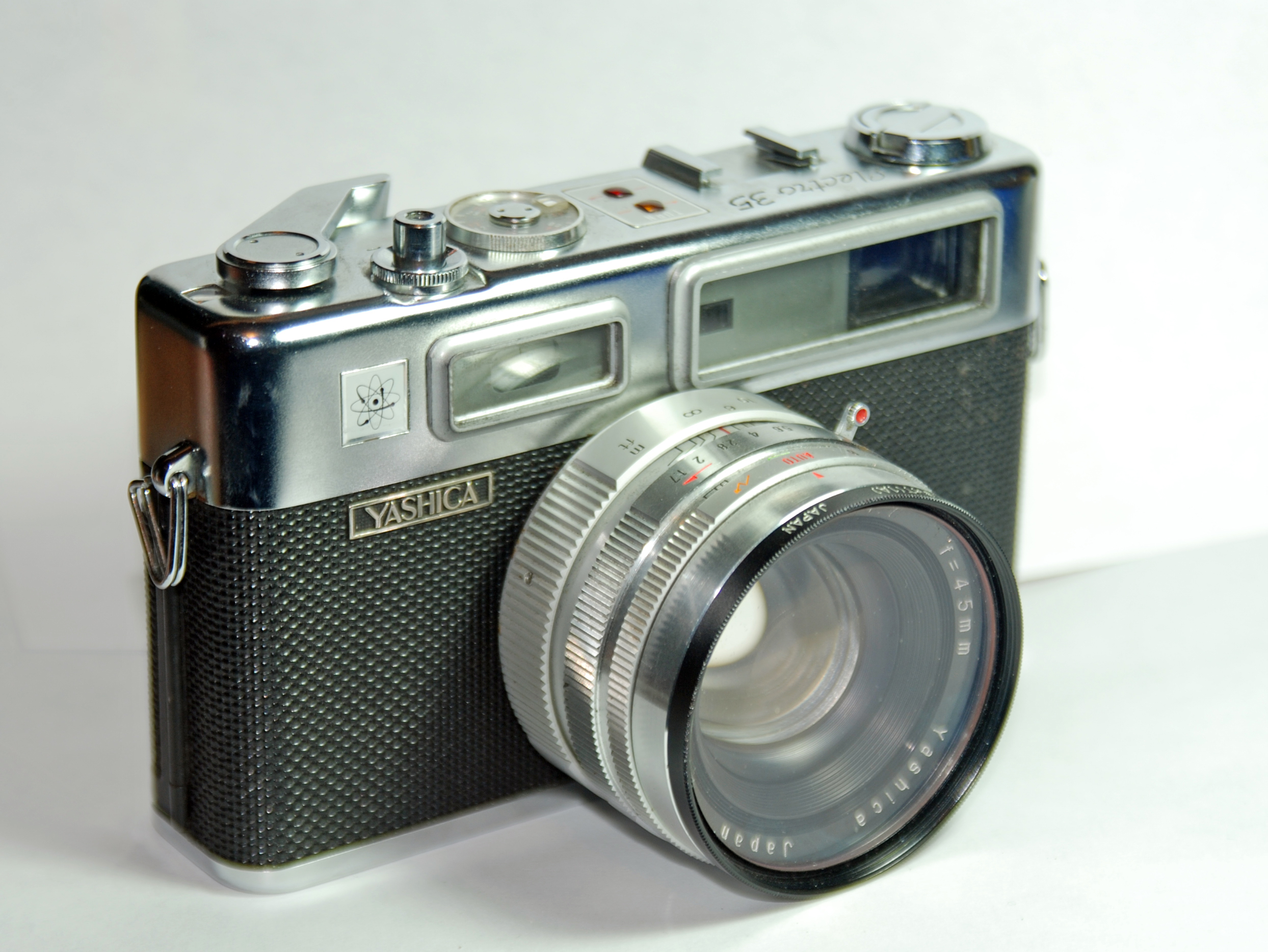
Electro 35 1965 года.

В 1975 году была представлена 35-мм камера FX-1, а в 1976 году — FX-2. В 1976 году началась разработка Yashica FR. На Yashica FR могли устанавливаться все объективы Carl Zeiss T*. Производство различных вариантов Yashica FR продолжалось 10 лет. Yashica начала конкурировать с Nikon, Canon и Minolta на рынке полупрофессиональных однообъективных зеркальных фотоаппаратов. В 1979 году Yashica начала производство фотоаппарата начального уровня FX-3. Производство FX-3 продолжалось до 2002 года.
В 1981 году выпущена одна из первых автофокусных камер Yashica auto focus
В октябре 1983 года Yashica Company Ltd. была поглощена компанией Kyocera. С 1985 года распространением продукции Yashica начала заниматься Kyocera (Kyoto Ceramics).
В 1985 году активизировались конкуренты Yashica. Minolta выпустила на рынок дешёвую автофокусную 35-мм камеру. в 1985 году Yashica перенесла своё производство из Японии в Гонконг и снизить цены на свою продукцию, в том числе на дорогие модели для борьбы за рынок автофокусных компактных фотоаппаратов. Новые модели Yashica Auto Focus Motor II и II D (с датированием) получили современный дизайн с крышкой слайдером с автоматическим включением при открытии, отличную оптику, блокировку фокуса при нажатии кнопки спуска наполовину, автоматическое продвижение пленки к первому кадру, моторный привод. В дальнейшем автофокусные фотоаппараты этой серии были оснащены оптикой Carl Zeiss и серия получила название Yashica T. 
В 2005 году Kyocera прекратила производство всех моделей плёночных фотоаппаратов Contax, Yashica и цифровых фотоаппаратов под другими брендами. В 2008 году Kyocera продала бренд Yashica компании из Гонконга MF Jebsen Group и её дочерней компании JNC Datum Tech International, Limited. JNC Datum Tech International производит цифровые фотоаппараты, цифровые видеокамеры, цифровые фоторамки, портативные DVD-плееры, мобильные телефоны, карты памяти и другую продукцию.

## Продукция

### Двухобъективные зеркальные камеры
- Yashica 12
- Yashica 24
- Yashica 44
- Yashica 44A
- Yashica Mat
- Yashica EM
- Yashica 44LM
- Yashica 635
- Yashica 66D (Yashica D)
- Yashica Mat 124
- Yashica Mat 124 G

### 35-мм дальномерные фотоаппараты
- Yashica 35
- Yashica 35-f
- Yashica Lynx
- Yashica Minister D
- Yashica Minister 700
- Electro 35
- Electro 35 CC
- Electro 35 CCN
- Electro 35 GSN
- Yashica 35 ME

### 35-мм однообъективные зеркальные фотоаппараты
| - Pentamatic - Pentamatic II - J-5 - J-3 - Electro-X - Electro-AX - TL Electro - TL Super - FX-1 - FX-2 - FX-3 - FX-3 Super - FX-3 Super 2000 | - FX-7 - FX-7 Super - FX-8 (Only China) - FX-70 - FX-80 (Only China) - FX-A (less than 1400 pieces Only US & Europe) - FX-D - FX-D SE - FX-103 - FX-800 Super (Only China) - FR - FR-I - FR-II | - 107MP/TR-7000/Review AC-7/DAEWOO 107MP - 108MP/Review AC-8/YODOBASHI CAMERA (Japan Only) - 109MP - 200AF - 210AF (Kyocera Brand Only) - 230AF - 270AF/230 Super - 300AF - Dental Eye I - Dental Eye II - Dental Eye III/Medical Eye (Only Japan) |

### Компактные 35-мм фотоаппараты
- Yashica auto focus
- Yashica auto focus motor
- Yashica auto focus motor D
- Yashica Auto Focus Motor II
- Yashica Auto Focus Motor II D
- Yashica T
- Yashica T2 / Kyocera T
- Yashica T3 / Kyocera T Scope

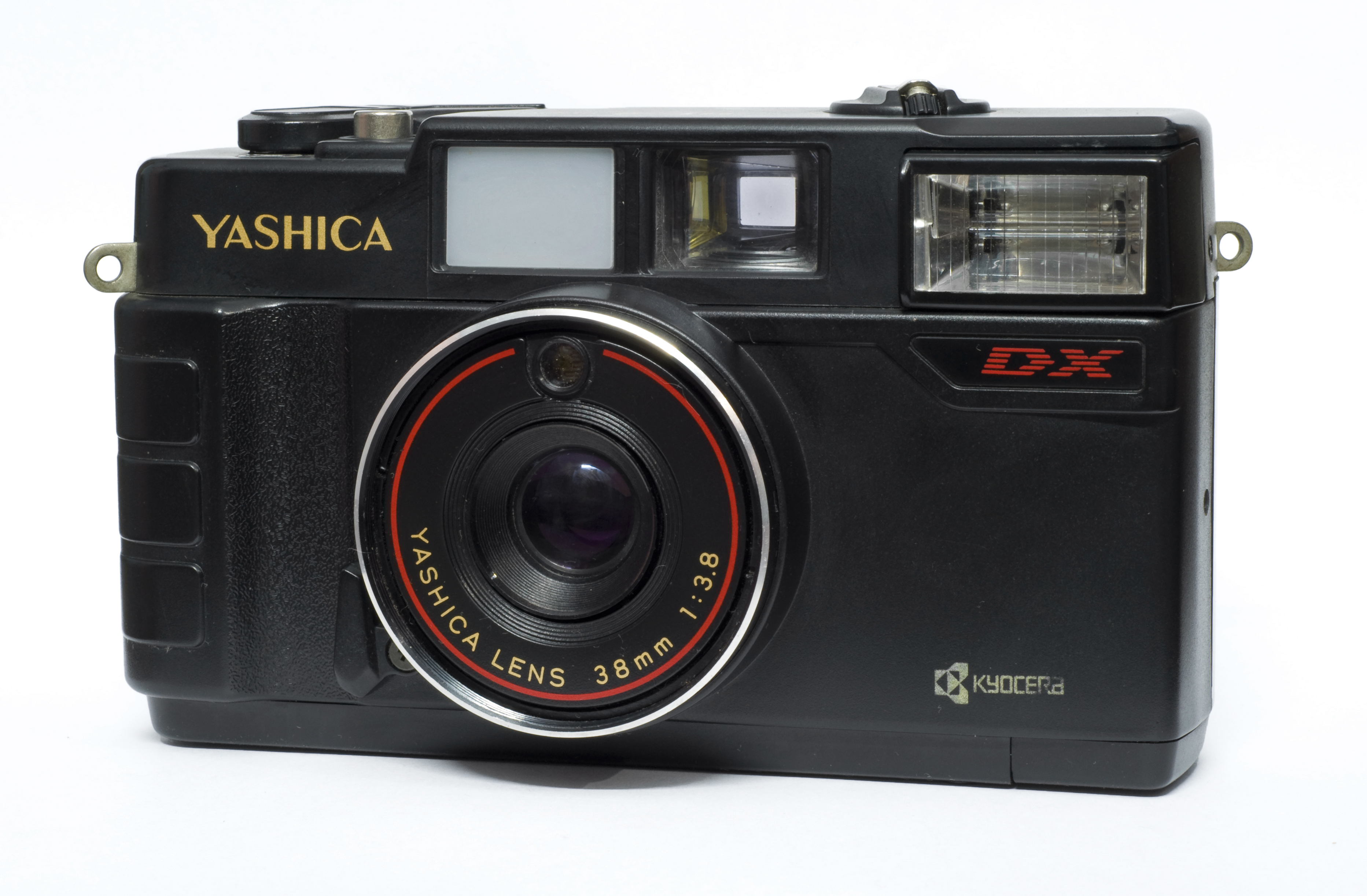
Yashica MF-2 super

- Yashica T3 Super / Kyocera T Scope2
- Yashica T4 / Kyocera Slim T
- Yashica T4 (Safari Edition)
- Yashica T4 Super / T5 / Kyocera T Proof
- Yashica T-Zoom / T4 Zoom / Kyocera T-Zoom
- Yashica MF-2
- Yashica MF-2 super
- Yashica MF-3
- Yashica MF-3 super

### Цифровые фотоаппараты
- Yashica EZ F521 — производится с 2009 года[1]

### 8-мм кинокамеры
- Yashica U-Matic Super 8
- Yashica Super YXL-1,1
- Yashica Super YXL-100
- Yashica Super-50
- Yashica Super-40k